# 馬奇卡

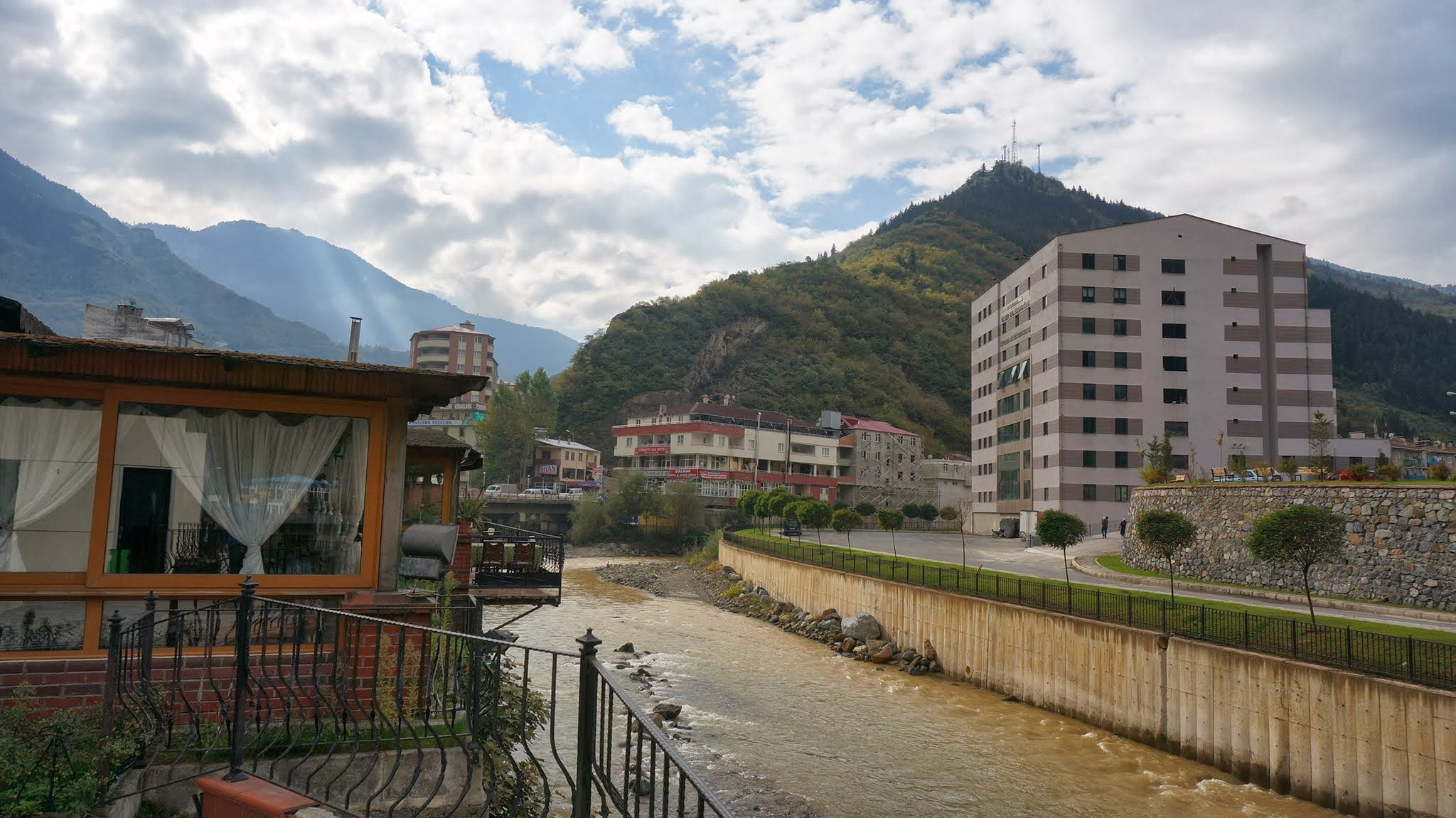
A view of Maçka

馬奇卡是土耳其的城鎮，由特拉布宗省負責管轄，位於該國東北部，距離首府特拉布宗29公里，面積約1,000平方公里，海拔高度470米，2010年人口5,750。

## 外部連結
- District governor's official website （页面存档备份，存于） （土耳其文）
- Matsouka (Maçka) （页面存档备份，存于）

40°49′N 39°37′E / 40.817°N 39.617°E